# Jasper Soffers
Jasper Soffers (* 21. Februar 1973 in Bergen op Zoom) ist ein niederländischer Jazzmusiker (Piano, auch Synthesizer, Komposition).

## Leben und Wirken
Soffers begann mit dem Klavierspielen, als er zwölf Jahre alt war. Nach dem Abschluss des Gymnasiums schrieb er sich im Rotterdams Conservatorium ein, wo er bei Rob van Kreeveld und Jan Laurens Hartong studierte. 1999 schloss er sein Studium als Begleiter mit cum laude ab.
Soffers ist als Pianist Mitglied im Metropole Orkest, wo er Solisten wie Gino Vannelli, Bob Brookmeyer, John Scofield, Herbie Hancock und Toots Thielemans begleitete. Gemeinsam mit dem Saxophonisten Jan Menu leitet er ein Quartett, mit dem er das Album Dutch Songbook einspielte. Außerdem gehört er zur Till Brönner Band und zum  Bart Wirtz Quartet. Er ist auch auf Alben von Henny Vrienten, Elvis Costello, Barry Hay, Michel Banabila, Markus Stockhausen und Tori Amos zu hören.
Als Dozent für Jazz-Piano lehrt er am Koninklijk Conservatorium Den Haag und dem Prins Claus Conservatorium. 2012 erhielt er den Sakko-Kulturpreis seiner Geburtsstadt.

## Diskographische Hinweise
- Jasper Soffers solo  "Just Beeing Me"
- Jan Menu & Jasper Soffers Dutch Songbook (Dig Diz Music 2010, mit Clemens van der Feen, Hans van Oosterhout)
- Till Brönner Till Brönner (Verve Records 2012)
- Bart Wirtz feat. Sean Jones Interview (Challenge Records 2014)